# NGC 7318B
NGC 7318B (również PGC 69263, UGC 12100 lub HCG 92b) – galaktyka spiralna z poprzeczką (SBbc), znajdująca się w gwiazdozbiorze Pegaza w odległości około 300 milionów lat świetlnych. Została odkryta 23 września 1876 roku przez Édouarda Stephana. Galaktyka ta należy do Kwintetu Stephana, silnie oddziałując grawitacyjnie z innymi galaktykami grupy.